# Phyllophaga maestrensis
Phyllophaga maestrensis är en skalbaggsart som beskrevs av Garcia-vidal 1984. Phyllophaga maestrensis ingår i släktet Phyllophaga och familjen Melolonthidae. Inga underarter finns listade i Catalogue of Life.